# Nationale Basiliek van het Heilig Hart

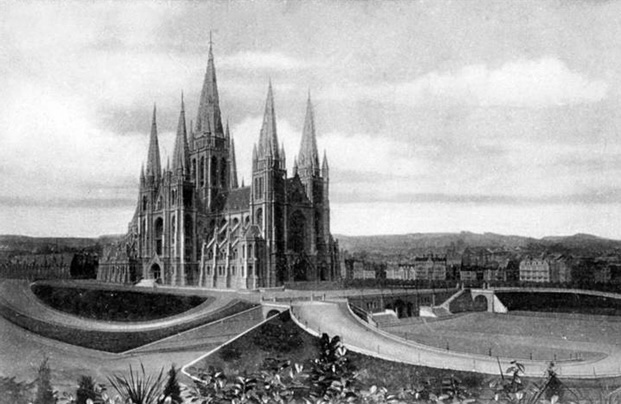
Het neogotische ontwerp van Langerock

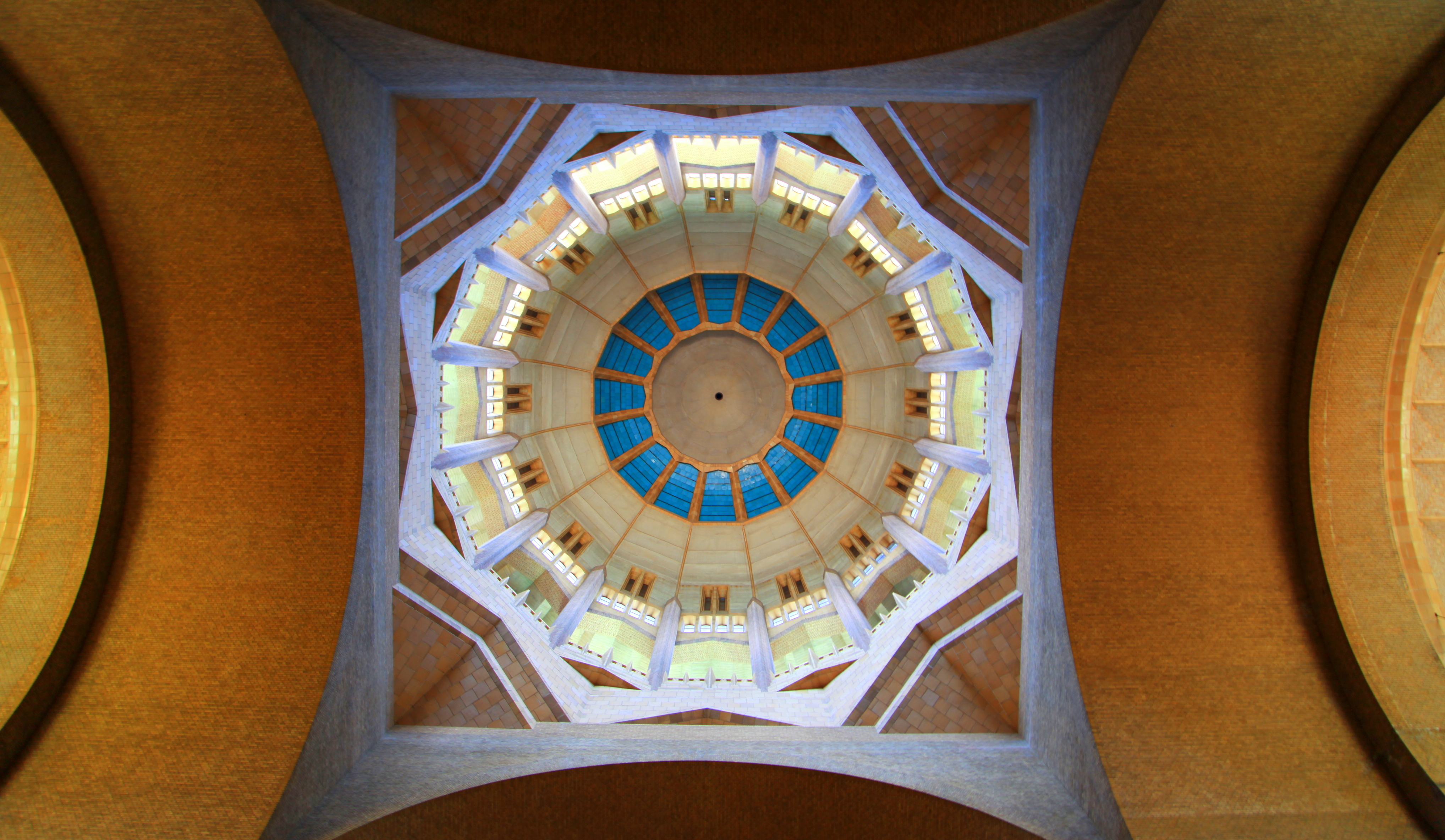
Binnenkant van de koepel

De Nationale Basiliek van het Heilig Hart, ook bekend als de Basiliek van Koekelberg, is een kerk op de grens van Koekelberg en Ganshoren. De basiliek werd gebouwd tussen 1905 en 1970. De uiteindelijke versie werd ontworpen door de Gentse architect Albert Van huffel. De enorme basiliek - grootste kerk van België -, gebouwd in art-decostijl, is een Belgisch monument en wordt gebruikt voor grote vieringen, zowel in het Nederlands als in het Frans.

## Cijfers
De kerk heeft de vorm van een Latijns kruis met een middenbeuk van 141 meter lang en een dwarsbeuk van 107,80 meter breed. De koepel heeft een diameter van 33 meter en een hoogte van 89 meter. De totale buitenlengte is 164,5 meter. Het is dan ook de op vijf na langste kerk ter wereld, na de Basilique Notre-Dame de la Paix te Yamoussoukro, Ivoorkust (195 m), de Sint-Pietersbasiliek in Rome (187 m), de Kathedraal Saint John the Divine in New York (183 m), de Liverpool Cathedral in Liverpool (188 m), de Sint-Paulskathedraal in Londen (175 m). Het is het grootste kerkgebouw in art-decostijl ter wereld. Er kunnen 3500 mensen in het gebouw.

## Bouw

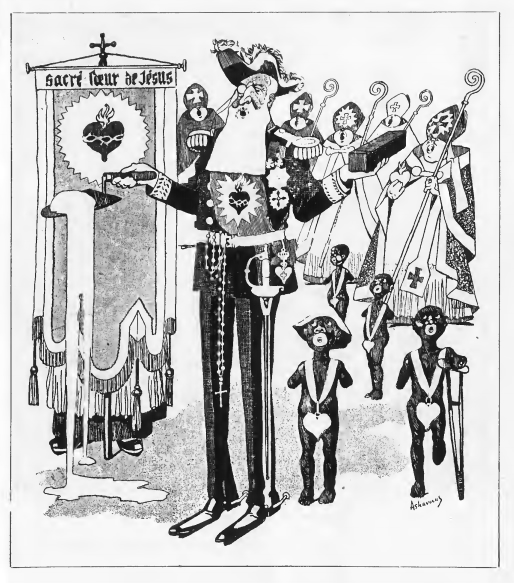
Cartoon van de Belgische koning Leopold II, die de eerste steen van de basiliek legt.

Het initiatief voor de basiliek kwam van koning Leopold II van België. Hij was sterk onder de indruk van de Sacré-Cœur, de basiliek op de heuvel Montmartre in Parijs. Hij besloot om ook in Brussel een dergelijk godshuis te laten bouwen naar aanleiding van de 75e verjaardag van de Belgische onafhankelijkheid. De gekozen locatie was het plateau van Koekelberg. Een commissie koos voor een ontwerp van de Leuvense architect Pierre Langerock die een neogotische kathedraal ontwierp.
Op 12 oktober 1905 legde koning Leopold II de eerste steen van de nieuwe kerk. In 1909 startten de funderingswerken. Maar door het overlijden van koning Leopold II op 17 december 1909 liep het project vertraging op. Door het uitbreken van de Eerste Wereldoorlog bleven de werken jaren stilliggen.
Na de oorlog kwam er weer beweging in door kardinaal Mercier en werden er massaal geldinzamelingen georganiseerd.
Inmiddels werd het eerste ontwerp qua stijl te ouderwets bevonden. De monnik en promotor van l'école d'art van de abdij van Maredsous, Dom Sébastien Braun, haalde de Gentse architect Albert Van huffel erbij, die een nieuw ontwerp maakte in art-decostijl. Hij gebruikte een skelet van gewapend beton, waardoor de kosten lager werden. Hij werd voor de praktische uitwerking bijgestaan door ingenieur-architect Paul Rome, die na het overlijden van Van huffel zorgde voor de verdere afwerking. Paul Rome moest noodgedwongen enkele  technische verbeteringen aanbrengen zoals bij de koepel en de oosttorens.
Op 13 en 14 oktober 1951 werd de kerk plechtig ingewijd door kardinaal Van Roey en op 28 januari 1952 verleende Paus Pius XII de kerk haar titel van Basilica Minor. De afwerking met de koepel werd vanaf november 1967 uitgevoerd door de Ondernemingen Hambresin, die sinds 1930 op de werf actief waren, in meerdere fasen afhankelijk van de financiële mogelijkheden. Voor de uitvoering werd een torenkraan gemonteerd op het platform op 52,90 m hoogte. De haakhoogte was 100 m om de koepel tot op 88,90 m te kunnen bouwen.

## Materiaal
De basiliek is gebouwd in gewapend beton en bekleed met Nederlandse belvédèrebaksteen (in verschillende nuances, afmetingen en profielen) en witte natuursteen uit Bourgondië. Binnen is voorts ruim gebruik gemaakt van okergele terracottabekleding (gaanderijen, pijlers). Er zijn ook diverse soorten marmer gebruikt. De daken en koepels zijn bekleed met koper uit Congo.

## Gebruik
Wegens de enorme afmetingen kunnen delen van de basiliek voor meerdere doeleinden worden gebruikt. Er vinden geregeld tentoonstellingen plaats. Ondergronds zijn er vergaderzalen en ruimtes voor familiefeesten en conferenties, evenals een theaterzaal met 228 zitplaatsen (Zaal Vitta) en een restaurant (Le Basilic). De katholieke Brusselse radiozender Radio Spes had tot eind 2017 zijn studio in de kelder. Daar bevindt zich ook een klimmuur voor speleologie. Het panorama vanop de gaanderij aan de voet van de koepel, ca. 52 meter hoog, biedt een panoramisch uitzicht op de stad Brussel en het omliggende Brabant.
Het gebouw huisvest twee musea:
- Museum voor Moderne Religieuze Kunst
- Museum van de Zwartzusters

De vzw Vrienden van de Nationale Basiliek van het Heilig Hart Koekelberg verzorgt het dagelijks beheer van het gebouw.

## Kunstwerken
De religieuze kunst in de basiliek is rijk en gevarieerd:
- een bronzen Christushoofd van Constant Permeke
- Càntic del sol, 31 gravures van Joan Miró over het Zonnelied van Franciscus van Assisi
- acht gebrandschilderde ramen van Anto Carte over het leven van Jezus
- achtentwintig gebrandschilderde ramen van Ri Coëme
- een standbeeld van het Heilig Hart door Georges Minne (altaar van het sacramentskoor) en een bronzen Gekruisigde in de tuin
- een Gekruisigde van Gustave Van de Woestijne
- een schilderij van Antoni Tàpies
- een fotografisch werk van San Damon, Toen Jezus Christus werd (een horizontale kruisiging)
- zeven lithografieën van Alfred Manessier over het Kerstgebeuren
- werk van James Ensor
- een schilderij van Geneviève Asse
- werk van Albert Servaes

## Trivia
- Hoewel men spreekt van de basiliek van Koekelberg, staat ze feitelijk voor de helft in Ganshoren; de gemeentegrens loopt dwars door het kerkgebouw.
- Op 4 juni 1995 werd pater Damiaan in de basiliek zalig verklaard door paus Johannes-Paulus II.
- Door het verzet van de toenmalige kerkfabriek moest de aanleg van de Annie Cordytunnel, ten tijde van de aanleg nog de Leopold II-tunnel, aangepast worden. De tunnel mocht niet rechtdoor de onderste kelders van het gebouw gaan en maakt nu dus twee lussen rondom de kelders.

## Fotogalerij

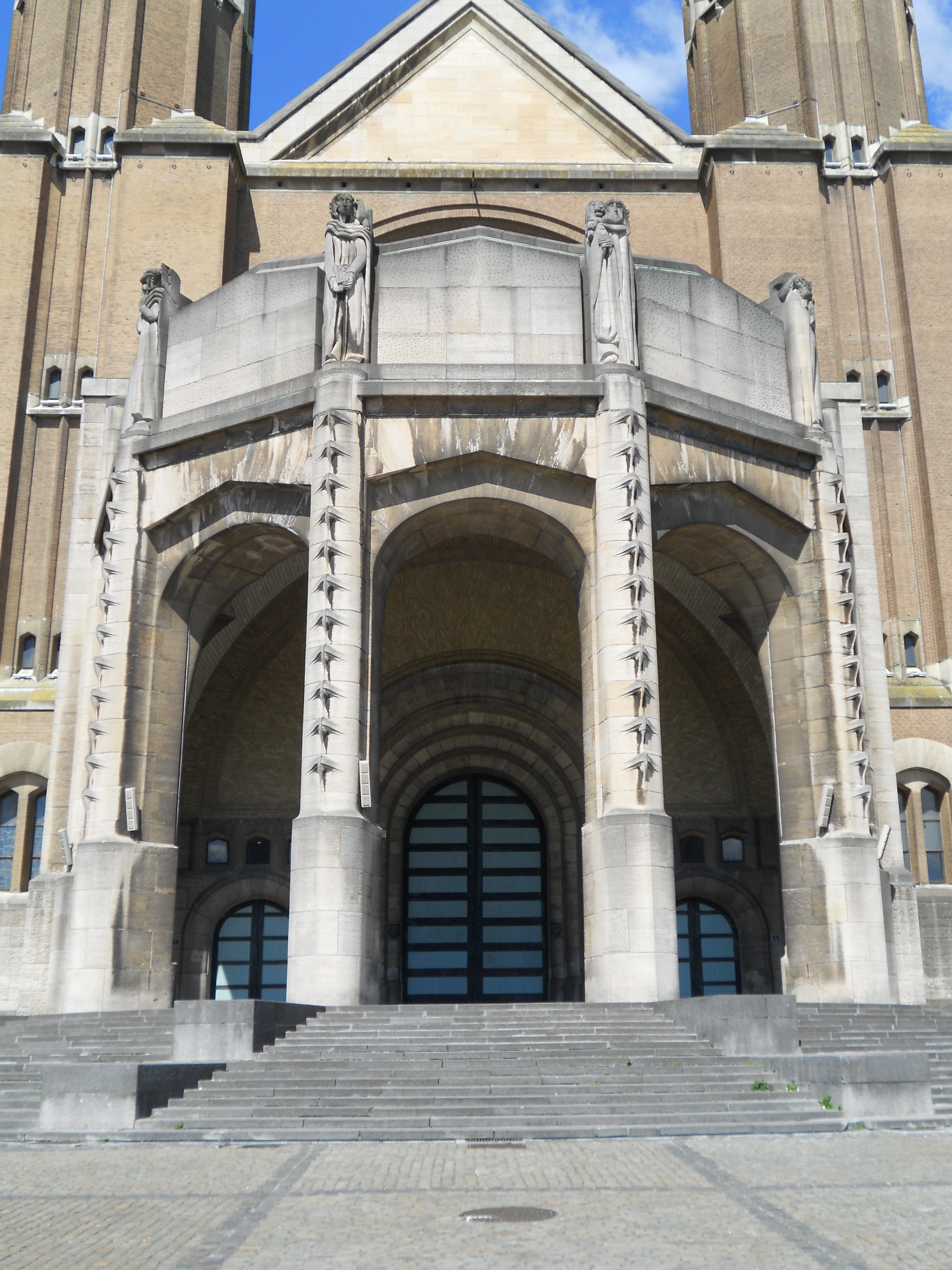
Portaal
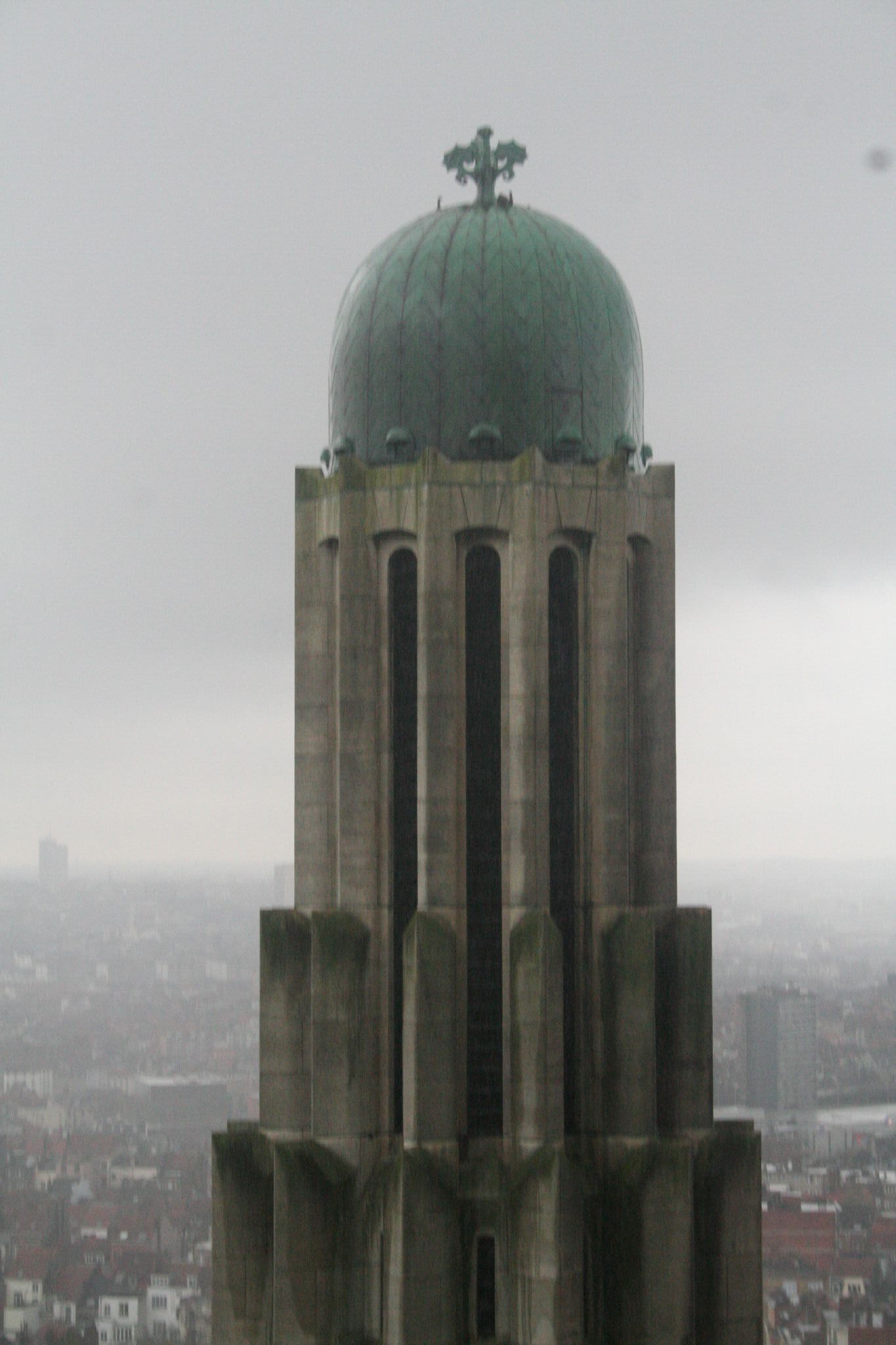
Een van de torens
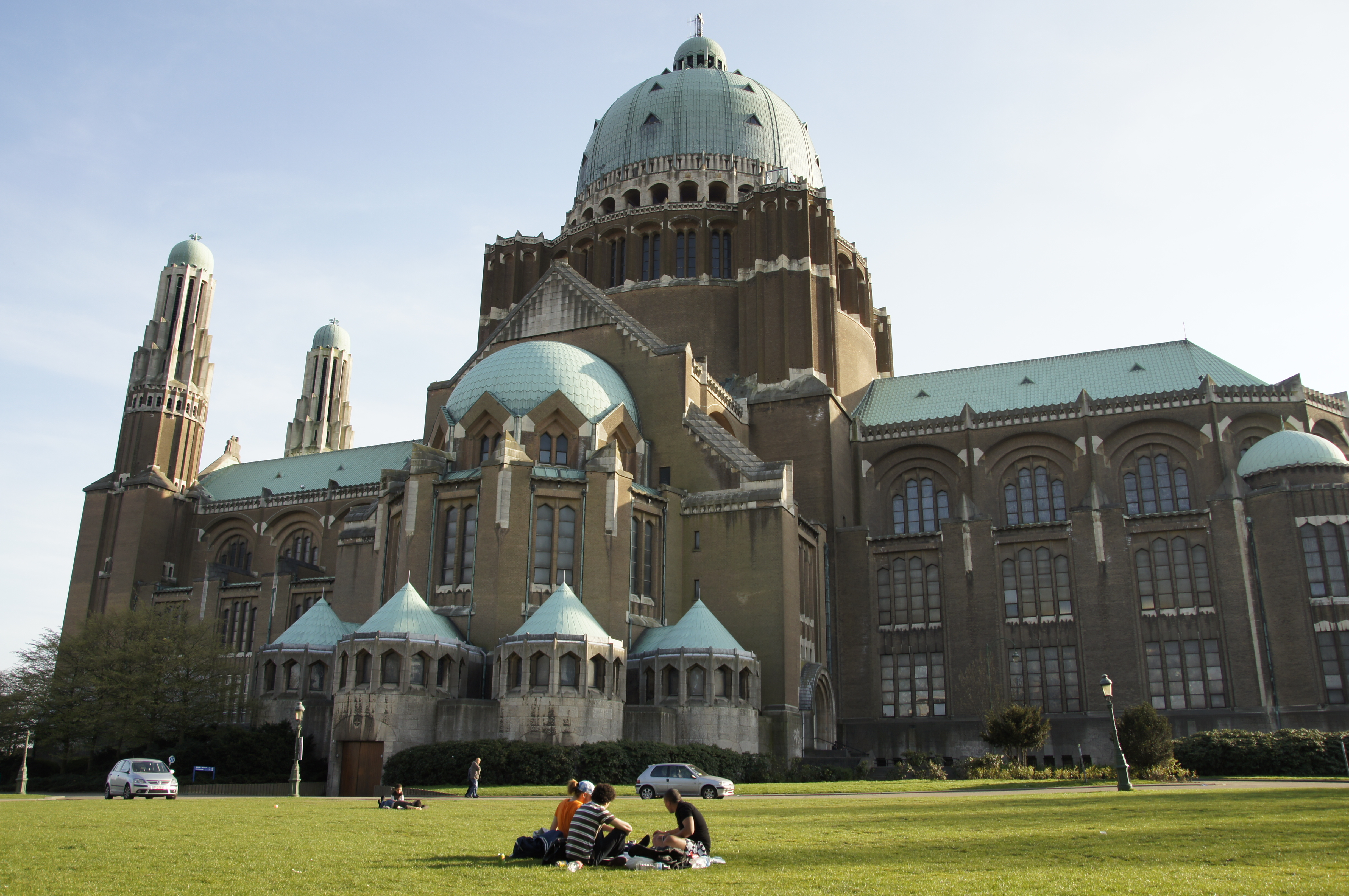
Zijaanzicht
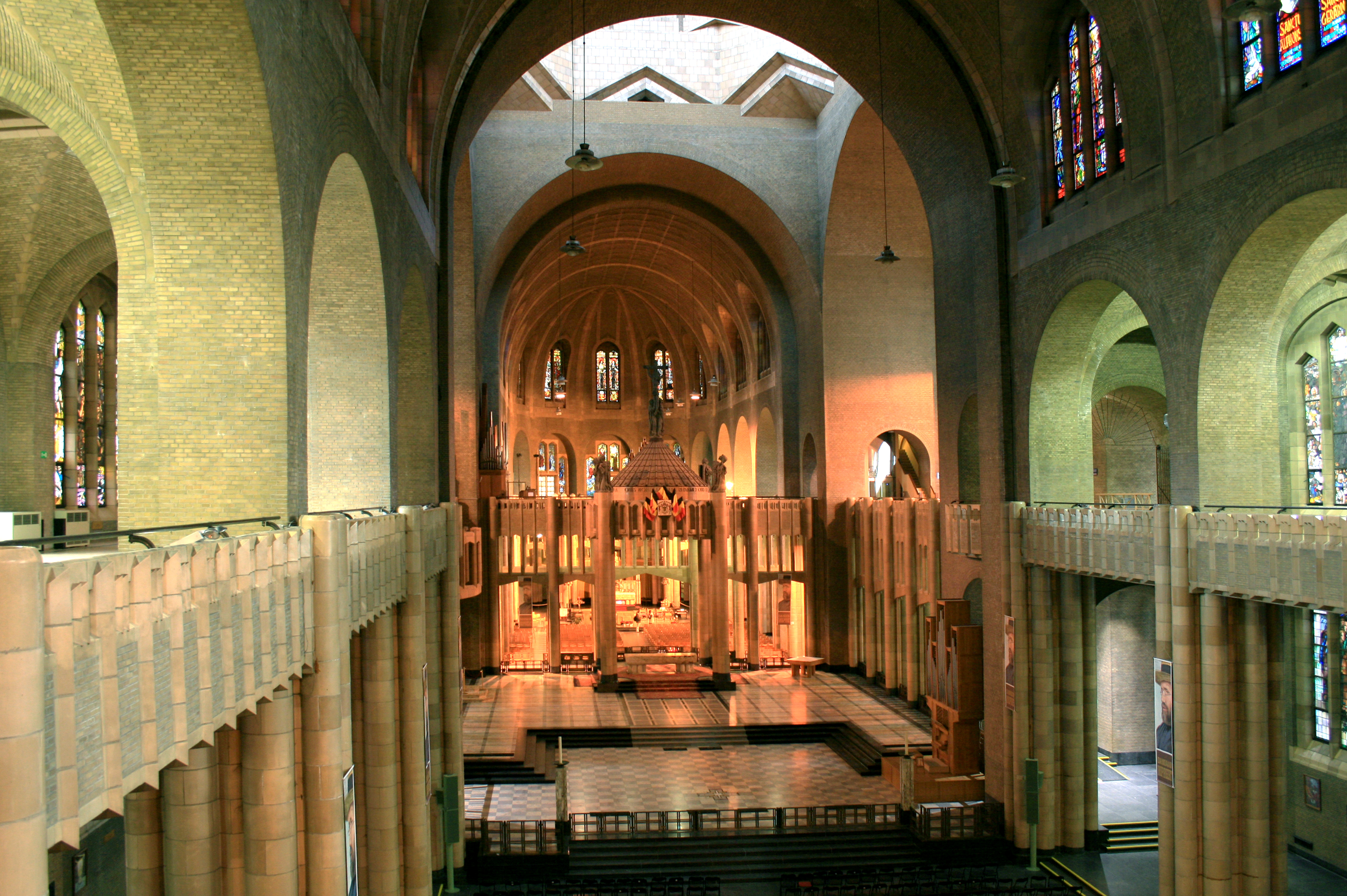
Interieur
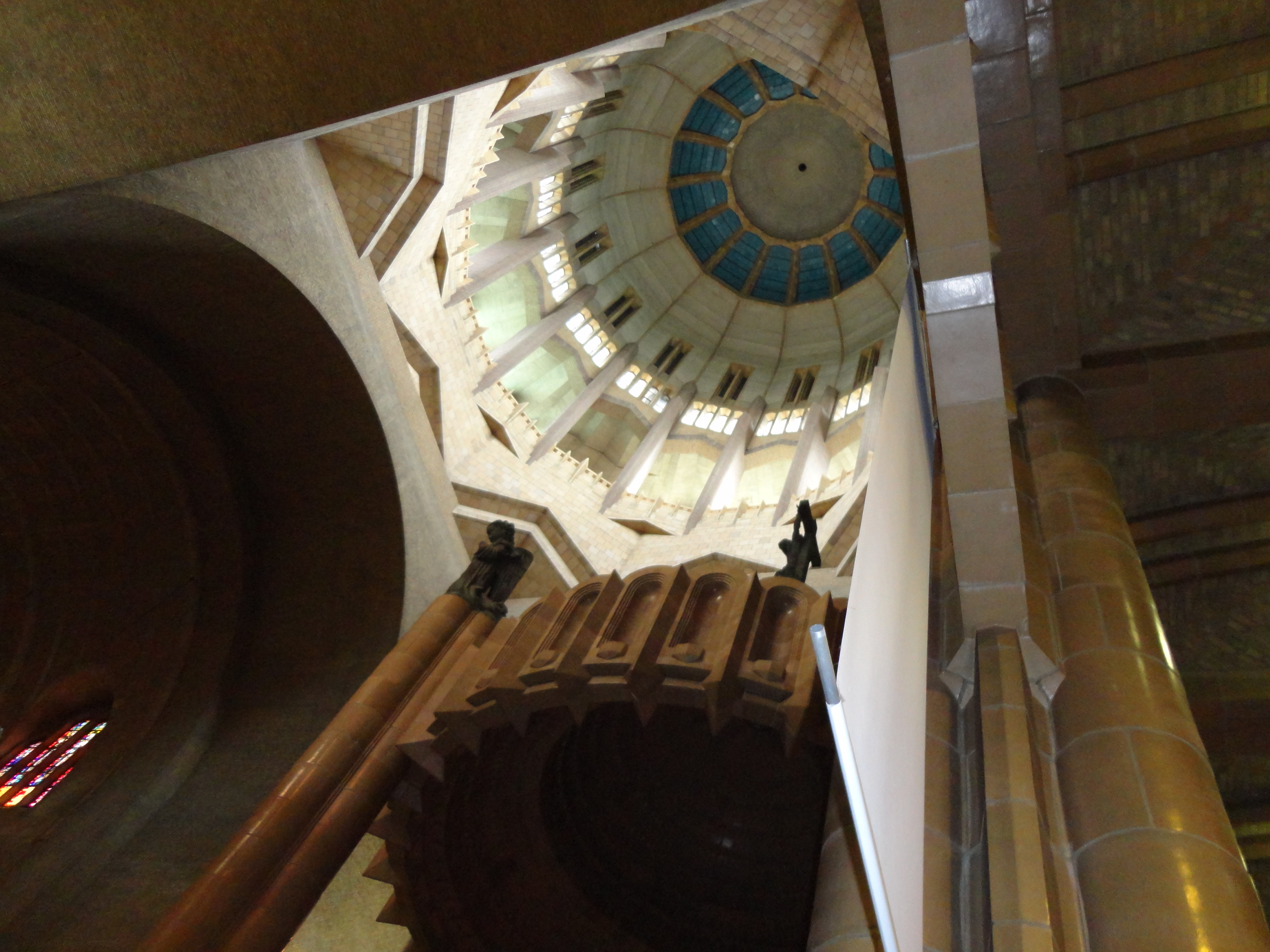
Interieur, koepel
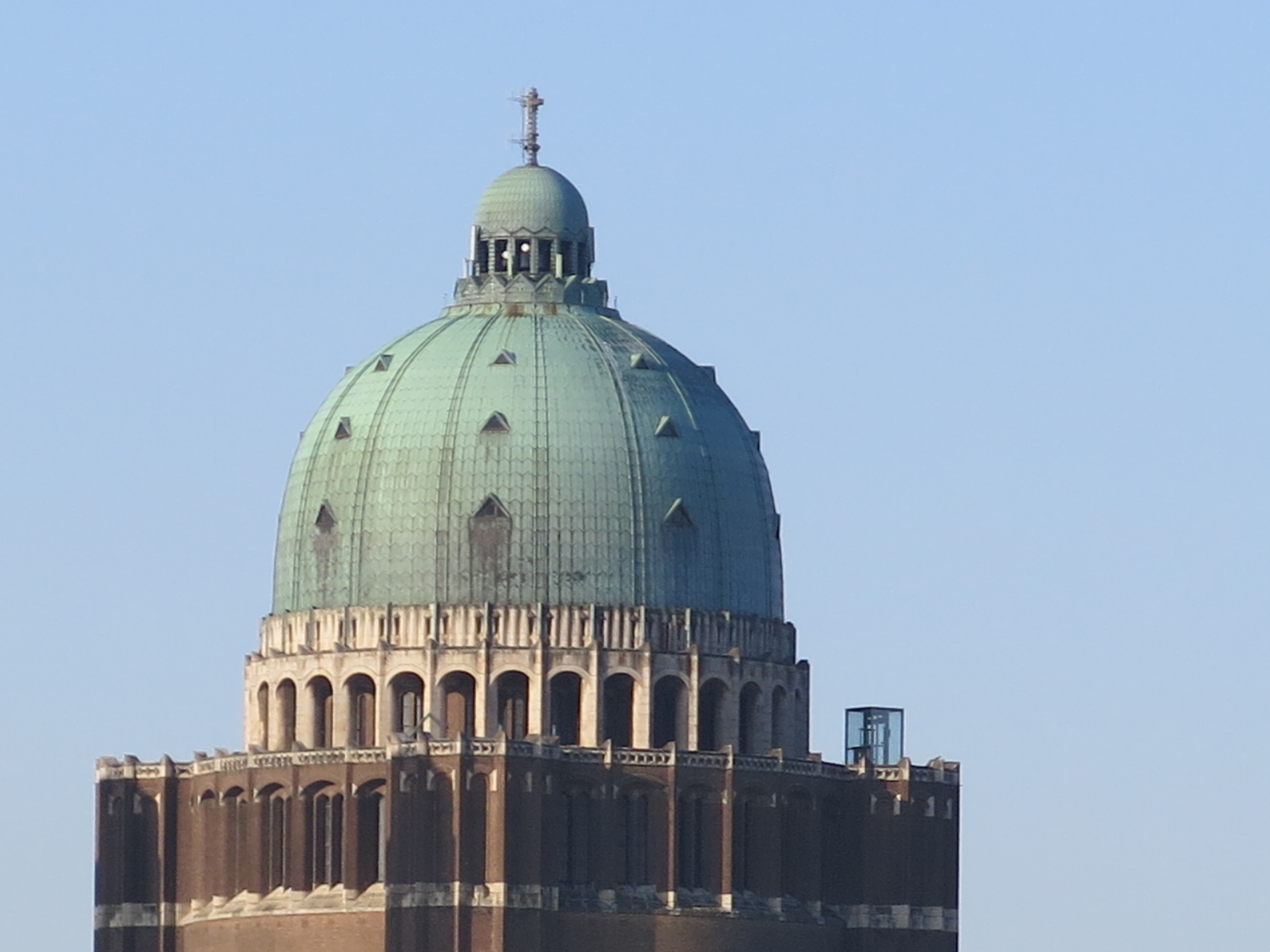
Koepel
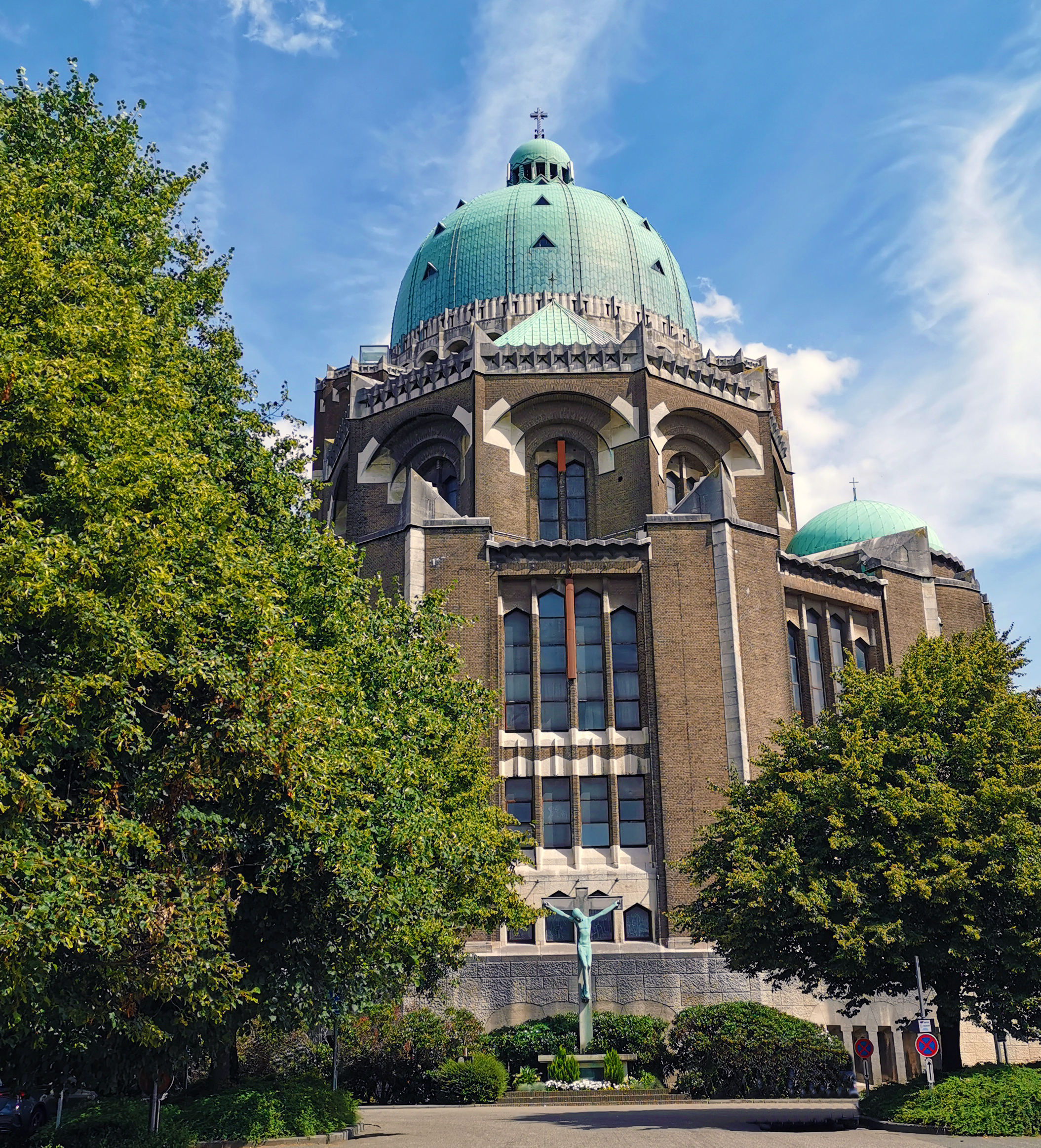
Basiliek van het Heilig Hart in Koekelberg (Brussel) Apsis aan de buitenzijde. Calvarie van George Minne
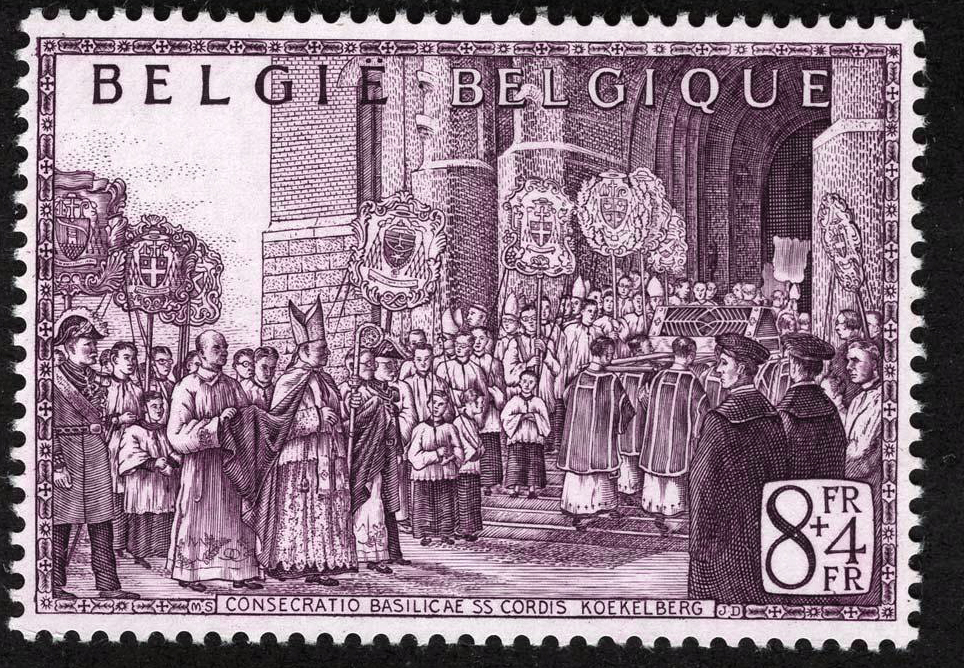
Herdenkingszegel inwijding 14 oktober 1951